# Estornell esplèndid
L'estornell esplèndid (Lamprotornis esplèndid) és una espècie d'ocell de la família dels estúrnids (Sturnidae). Es troba a l'Àfrica Occidental i Central. El seu hàbitat són els manglars, boscos tropicals i subtropicals de frondoses humits de les terres baixes, els pantans tropicals i les sabanes seques També se'l troba en jardins rurals i boscos degradats. El seu estat de conservació es considera de risc mínim.